# Gar Alperovitz

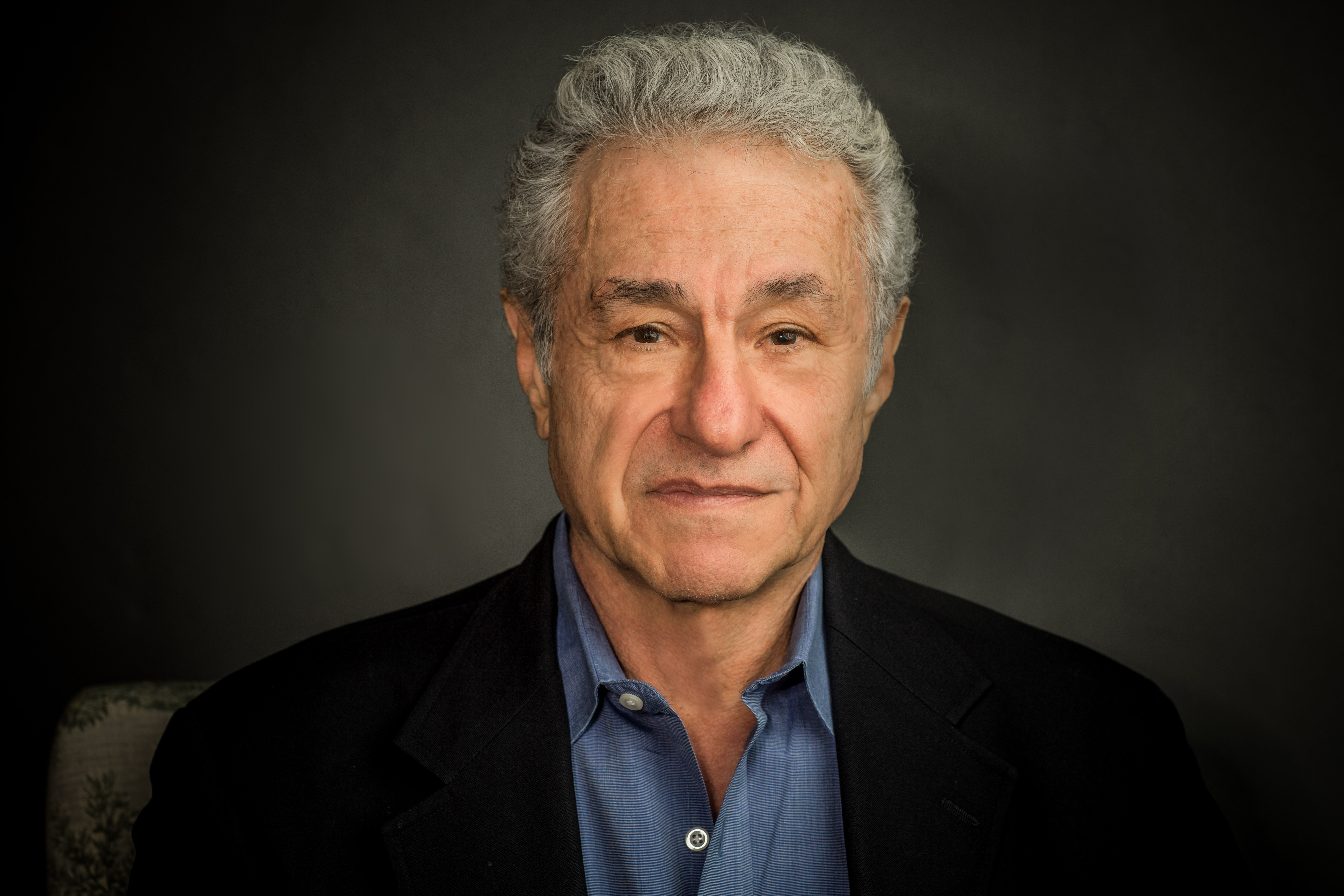
Gar Alperowitz

Gar Alperovitz (* 5. Mai 1936 in Racine) ist ein US-amerikanischer Historiker und war von 1999 bis 2015 R. Bauman-Professor an der University of Maryland.
Der Sohn eines jüdischen Immigranten aus Russland studierte an der University of Wisconsin–Madison mit einem Abschluss in amerikanischer Geschichte 1959 und an der University of California, Berkeley, mit dem M.A. in Wirtschaft 1960. Dann erhielt er ein Marshall Stipendium zum Erwerb des Ph.D. in politischer Ökonomie an der London School of Economics and Political Science, später an der University of Cambridge bei der Keynesianerin Joan Robinson. Alperovitz schrieb seine Dissertation über die Rolle der Atombombe bei der Schaffung der wirtschaftlichen Nachkriegsordnung. 1964 wurde er Fellow am King’s College (Cambridge), 1966 zum Gründungsfellow für das Institute of Politics an der Harvard University’s Kennedy School gewählt.
Seine Studie über den Beginn der Atomdiplomatie 1965 zeigte die Positionen der Truman-Regierung nach der Einsatzfähigkeit der Bombe 1945. Ihr Einsatz sollte die Sowjetunion einschüchtern, was möglicherweise wichtiger war, als den Krieg mit Japan schnell zu beenden. Dieser zentrale Kurswechsel Trumans ist in weiteren Untersuchungen bestätigt worden.
Zum Beginn des Vietnamkriegs unter Präsident Lyndon B. Johnson trug er im Regierungsdienst den Versuch bei, durch einen von ihm entworfenen Zusatz zur Tonkin-Resolution einen Kriegsausbruch noch zu verhindern.
Er stand 1971 auch in Kontakt mit Daniel Ellsberg wegen der geheimen Pentagon Papers, die dieser öffentlich gemacht hatte.
In den späteren Jahren hat er ein alternatives Wirtschaftsmodell entworfen und ist Gründungsvorsitzender der Bewegung The Democracy Collaborative. In Washington, D.C. betreibt er ein Forschungszentrum zur Demokratisierung der Wirtschaft.

## Schriften
- Atomic Diplomacy: Hiroshima and Potsdam (New York: Simon and Schuster, 1965).
  - Atomare Diplomatie, Hiroshima und Potsdam, 1966
- Cold War Essays, Einf. v. Christopher Lasch (New York: Doubleday, 1970)
- Strategy and Program, mit S. Lynd (Boston: Beacon Press, 1973)
- Rebuilding America, mit J. Faux (New York: Pantheon, 1984)
- American Economic Policy, hg. mit R. Skurski (Notre Dame: University of Notre Dame Press, 1984)
- The Decision to Use the Atomic Bomb and the Architecture of an American Myth (New York: Alfred A. Knopf, 1995).
- The Decision to Use the Atomic Bomb (New York: Vintage Books, 1996).
  - Hiroshima. Die Entscheidung für den Abwurf der Bombe, 1995, ISBN 978-3-930908-21-9
- Making a Place for Community, mit D. Imbroscio and T. Williamson (New York: Routledge, 2002)
- America Beyond Capitalism:  Reclaiming our Wealth, Our Liberty, and Our Democracy (John Wiley & Sons, ISBN 0-471-66730-7, October 2004)
- Building Wealth: The New Asset-Based Approach to Solving Social and Economic Problems (Washington, D.C.: The Aspen Institute, April 2005) (Democracy Collaborative Report, unter der Leitung von Gar Alperovitz)
- Unjust Deserts: How the Rich Are Taking Our Common Inheritance and Why We Should Take It Back, mit Lew Daly (New York: New Press, 2008)
- What Then Must We Do?: Straight Talk about the Next American Revolution (Chelsea Green, 2013)
- Principles of a Pluralist Commonwealth (The Democracy Collaborative, 2017)

## Einzelbelege
1. ↑  Gaddis Smith: WAS MOSCOW OUR REAL TARGET? In: The New York Times. 18. August 1985, ISSN 0362-4331 (nytimes.com [abgerufen am 23. Juni 2022]).
2. ↑  Gar Alperovitz. Abgerufen am 23. Juni 2022 (englisch).

| Personendaten    | Personendaten                          |
| ---------------- | -------------------------------------- |
| NAME             | Alperovitz, Gar                        |
| KURZBESCHREIBUNG | US-amerikanischer Historiker           |
| GEBURTSDATUM     | 5. Mai 1936                            |
| GEBURTSORT       | Racine (Wisconsin), Vereinigte Staaten |